# Gustavo Ferrareis
Gustavo Henrique Ferrareis (Lençóis Paulista, 2 gennaio 1996) è un calciatore brasiliano, centrocampista dell' Atlas.

## Caratteristiche tecniche
È un esterno destro.

## Carriera
Cresciuto nel settore giovanile dell'Internacional, ha esordito in prima squadra il 29 novembre 2014 in occasione dell'incontro di Série A vinto 3-1 contro il Palmeiras.